# Autosan H9

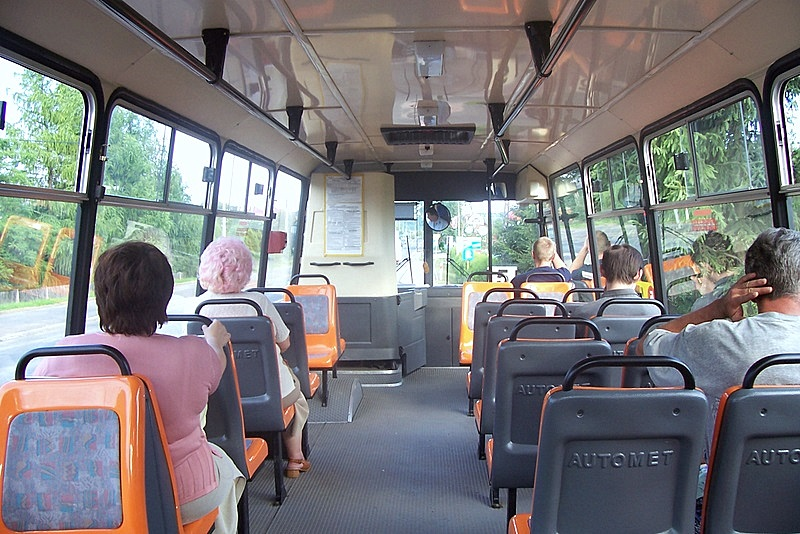
Салон автобуса

Autosan H9 — серія місцевих, міжміських і міських автобусів, що випускалися в 1973—2002 роках на заводі SFA, а потім на заводі Autosan. До 2006 року було випущено кілька екземплярів. Автобус набув великої популярності на вітчизняному ринку, особливо серед компаній державної автомобільної комунікації і, меншою мірою, автошкіл і приватних перевізників. Це сталося завдяки простій і міцній конструкції, стійкості до поганої якості доріг, простоті ремонту, обслуговування, а також низькій ціні.

## Буття
Перші роботи зі створення нового автобуса, наступника моделі San H100, були розпочаті в 1967 році. H100 була застарілою моделлю, яка розглядалася як тимчасове рішення для SFA. Новий автомобіль задумувався як автобус середньої місткості з двигуном, розташованим за задньою віссю. Також планувалося, що загальна довжина корпусу буде трохи більшою, ніж у випадку San H100.

## Перші прототипи

### Sanos А9
Після налагодження співпраці з югославською компанією «Karoserija — 11 Oktomvri» зі Скоп'є (нині Північна Македонія) було побудовано 15 прототипів 9-метрового автобуса у варіантах: міський, приміський, міжміський і туристичний (1967) з позначкою Sanos А9. Салон автобуса мав 38 сидячих місць. Привод приводився в дію 6-циліндровим рядним дизельним двигуном SW-400 робочим об'ємом 6540 см³ і потужністю 92 кВт (125 КМ). Він був виготовлений за ліцензією British Leyland на WSW Andoria в Андрихові. Він розташовувався поздовжньо за задньою віссю, що дозволило залишити простір під підлогою для багажних відсіків. Для прототипів був характерний кузов типу «універсал» на основі рамної конструкції, з'єднаної з каркасом. Загальна довжина тіла становила 9160 мм, колісна база 4000 мм, споряджена маса 7444 кг. Автобус міг розігнатися до 96 км/год, використовуючи в середньому 27 літрів палива на 100 км. У серійне виробництво автобус мав надійти у 1969 році.

### Sanok 09
Наприкінці 1967 року SFA розпочала самостійну роботу на власному автобусі. У них брали участь конструктори Сяноцького автобусного заводу, Краківського технічного університету, Автомобільного промислового інституту та Військового технологічного університету. У четвертому кварталі 1967 року був представлений прототип нового автобуса під маркуванням Sanok 09 . За застосованими технічними рішеннями Sanok 09 був схожий на Sanos A9. В основі конструкції автобуса лежала сталева рама з кроквяним кузовом, покритим сталевими листами. У правій бічній стінці автобуса на передньому і задньому звисах розташовані одностулкові двері, що відкриваються вручну, що ведуть у салон автобуса. Ліва бічна стінка має двері для водія. Під підлогою знаходилися багажні полиці, доступ до яких був можливий ззовні через бічні стулки, розташовані з обох боків кузова. Внутрішню вентиляцію забезпечували два люки в даху та відкривалася верхня частина вікон. Автобус оснащений ліцензійним двигуном Leyland SW400 робочим об'ємом 6540 см³ і максимальна потужність 92 кВт (125 HP) досягнуто на 2400 реверс. /хв., що поєднується з п'ятиступінчатою механічною коробкою передач із маркуванням S5-45, що випускається за ліцензією німецькою компанією ZF у Тчеві. Привід дозволяв транспортному засобу розганятися, вага власного автомобіля становила 7300 кг, до швидкості 80 км/год. Середня витрата палива на 100 км становила 22 літрів дизельного палива. При конструюванні автобуса використовувалися деякі вузли з прототипу вантажівки Star A-200. У передній підвісці використовується жорстка балка, підвішена на дволистових ресорах. За гасіння коливань відповідали гідравлічні амортизатори. Задня підвіска представляла собою жорсткий ведучий міст на двох листових ресорах. Автобус оснащений гідравлічною гальмівною системою з підтримкою надлишкового тиску та моторним гальмом. Допоміжне гальмо діяло на колеса задньої осі.
У 1968 році була створена серія з чотирьох прототипів моделі Sanok 09 у міжміському варіанті, оснащеному 39 місцями, і туристичному варіанті, пристосованому для перевезення 33 пасажирів. У тому ж році прототип автомобіля № 1 був представлений на Міжнародному автомобільному ярмарку в Познані. Порівняно з San H100, Sanok 09 запропонував мандрівникам набагато вищий рівень комфорту, його підвищення стало можливим завдяки опціональному кондиціонеру, сидінням у літаку та кращій звукоізоляції салону. Після випробувань автобусів Sanos A9 та Sanok 09 було вирішено обрати польську модель та її подальший розвиток.

## Autosan H9

### Autosan H9-01/02/03/04/15

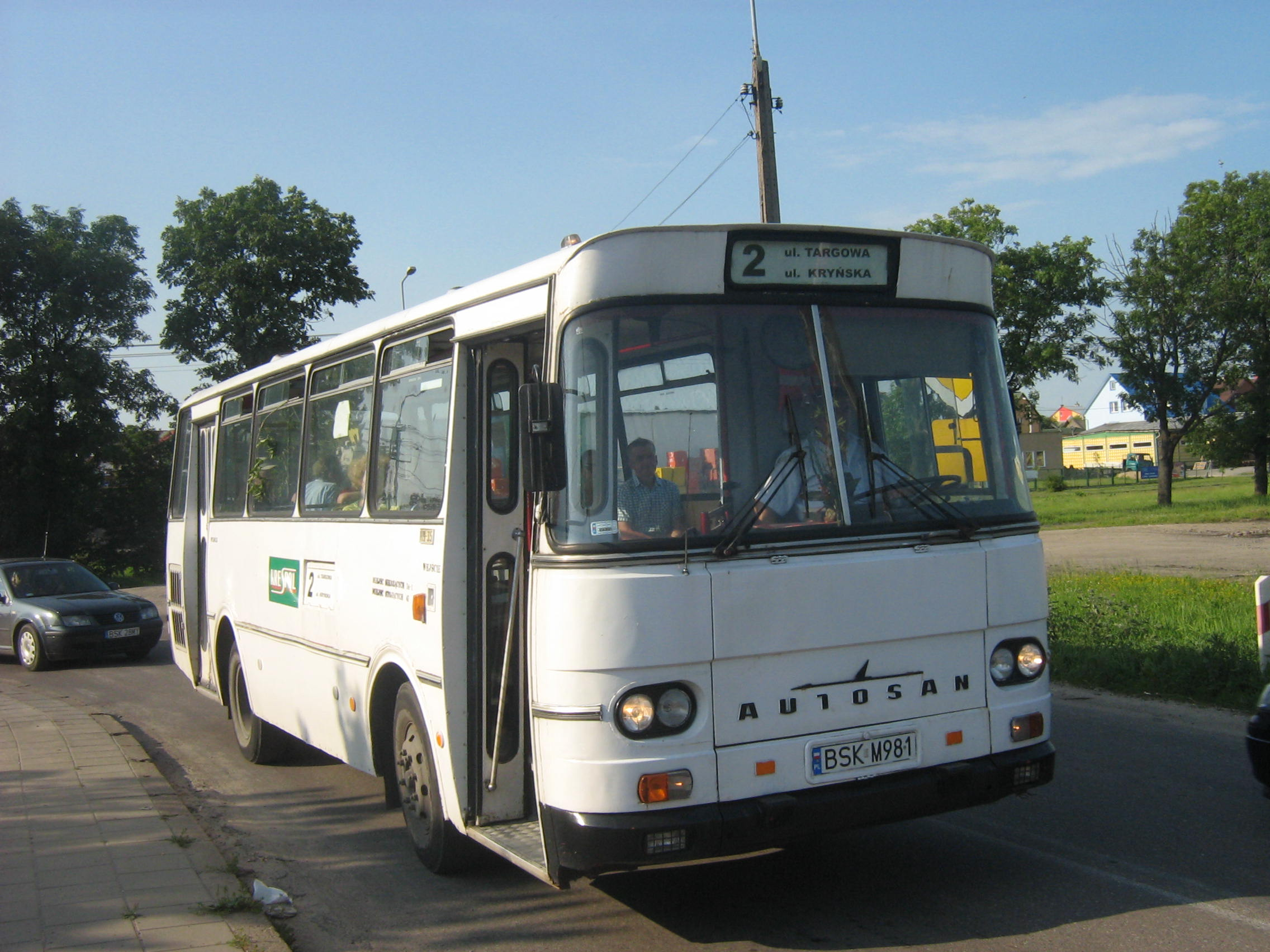
Autosan H9-35 від Krespol Sokółka

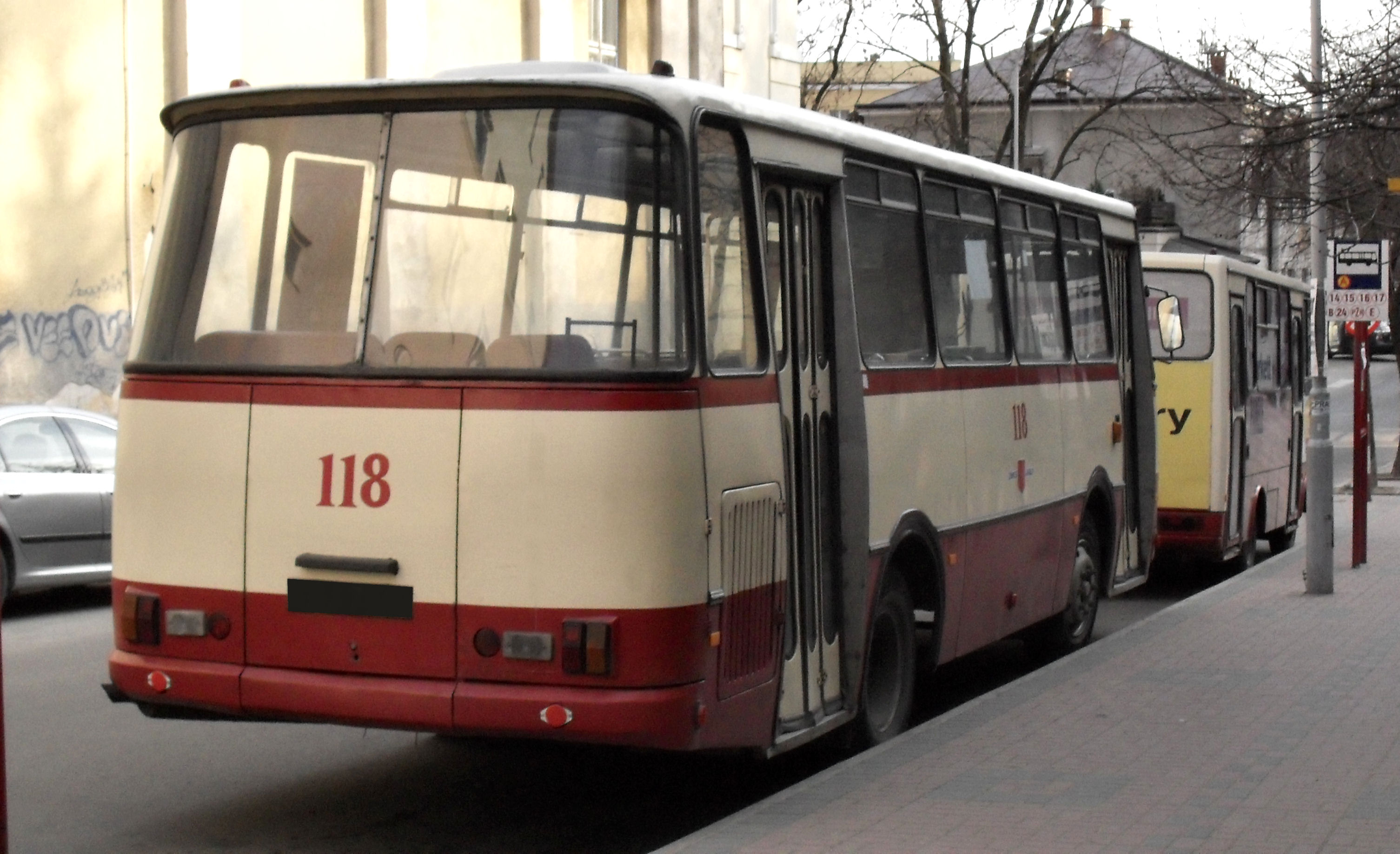
Autosan H9-35 від ZMKS Jasło — задня частина автобуса

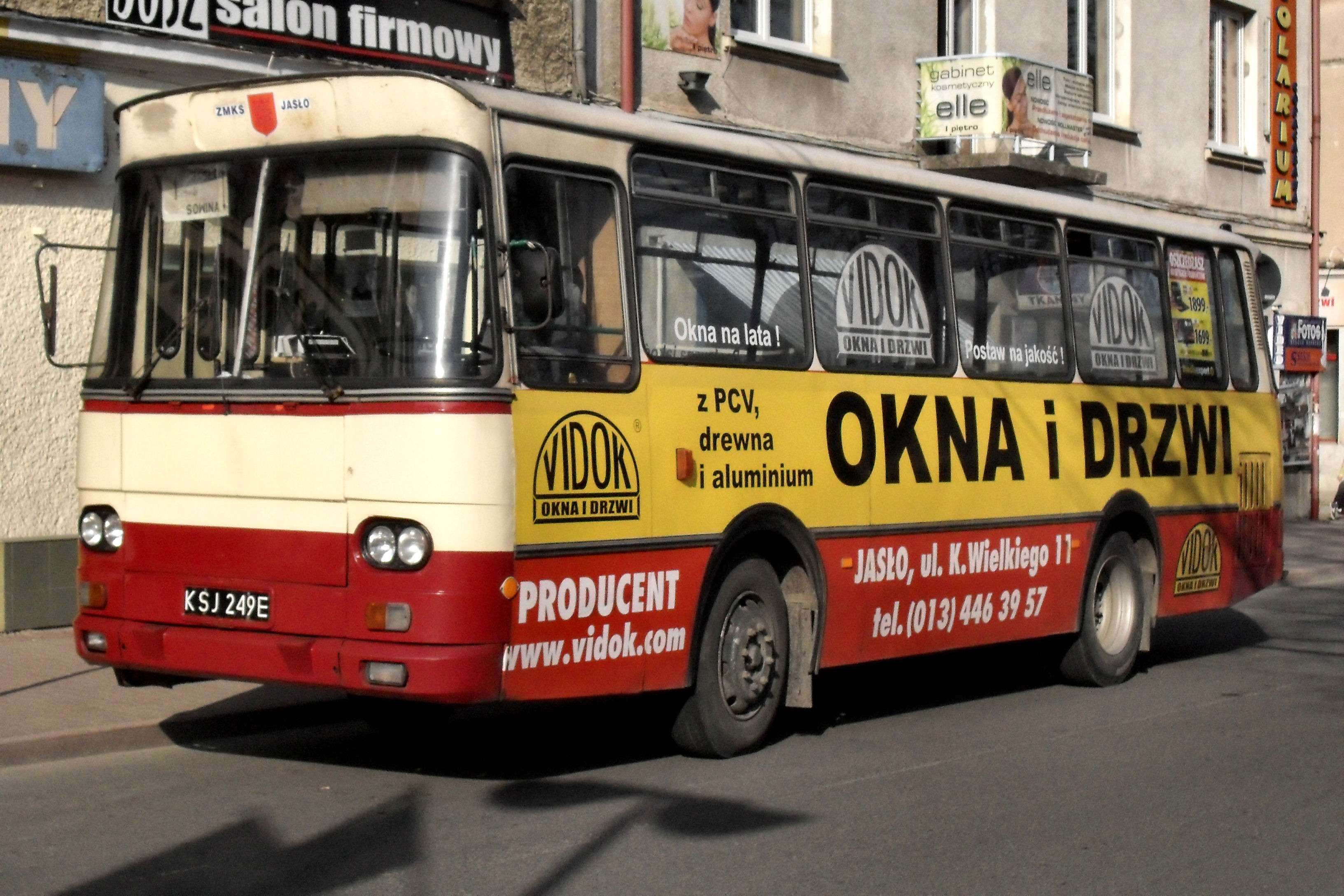
Autosan H9-35 від ZMKS Jasło — ліва сторона автобуса

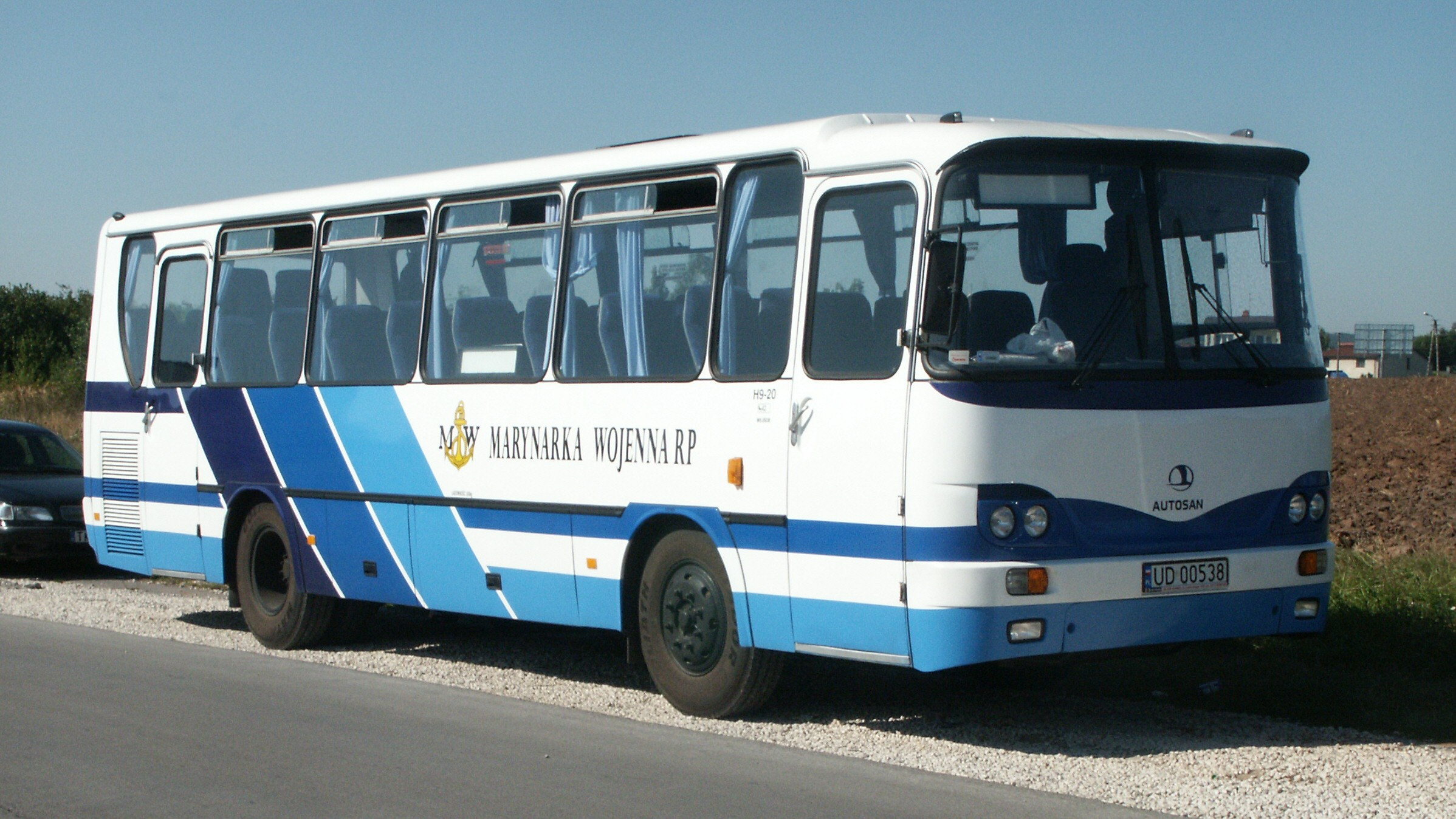
Автобус Autosan H9-20, що належить військово-морському командуванню в Гдині.

У 1970 році був представлений ще один модернізований прототип моделі, що отримав маркування Autosan H9. У порівнянні з попередніми прототипами загальна довжина кузова автомобіля збільшена до 9310 мм, це дозволило збільшити пасажирський простір до 48 осіб (36+2 на сидячих місцях, 10 на трибунах). Прототипи оснащувалися двигуном 6C107, виробленим в Андрихові, з максимальною потужністю 101,5 кВт (138 HP) або приводний агрегат типу S359 потужністю 110, виготовлений у Стараховіце кВт (150 КМ). Гальмівна система була модернізована і включає пневматичну систему керування основними та допоміжними гальмами. Також змінилася форма кузова, лінія даху отримала характерний вигин в передній частині. Встановлено додаткові вікна у віконній смузі. Туристичні версії відрізнялися більш багатим внутрішнім оснащенням, ніж міжміські. У стандартну комплектацію туристичних версій входили авіакрісла, що забезпечувало більш високий рівень комфорту подорожі.
Передсерійна інформаційна серія, побудована в 1970 році, складалася з 6 примірників . У наступні роки випускалися додаткові машини трьох інформаційних серій, призначених для дорожніх випробувань: 1971 — 6 штук, 1972 — 22 штуки, 1973 — 51 штука. Прототипи автобусів були введені в експлуатацію на регулярних лініях державних автомобільних комунікацій.
Серійне виробництво почалося в 1973 році в двох варіантах оснащення: туристичному (Н9-02) і міжміському (Н9-03). Автомобілі оснащувалися 6-циліндровим рядним дизельним двигуном Andoria 6C107 робочим об'ємом 6540 см³ і максимальною потужністю 101,5 кВт (138 HP) або 6-циліндровий рядний двигун Star S359 робочим об'ємом 6840 см³ і потужністю 110 кВт (150 КМ). Обидва приводи працювали в парі з 5-ступінчастою механічною коробкою передач S5-45. Підвіска переднього жорсткого моста і заднього ведучого моста заснована на напівеліптичних листових ресорах і гідравлічних телескопічних амортизаторах. Серія H9 виділялася серед конкурентів якістю антикорозійного захисту. У тому ж році ця конструкція була удостоєна звання магістра техніки Жешувського регіону, а через рік творці Autosan H9 були нагороджені 1-ю нагородою воєводської ради.
Моделі версії H9-15 з розкішним оснащенням були включені в турнір Чемпіонату світу з хокею 1976 року, який проходив 8-25 квітня 1976 року в місті Катовіце.
У 1977 році в модель H9 були внесені зміни в дизайн. Було вдосконалено задній міст, гальмівну систему та передній міст. Через рік було представлено два прототипи Autosan H9/II (міський) і Autosan H9/III (міжміський). Для них був характерний незграбний кузов і прямокутні фари, запозичені у Wartburg 353 . Довжина корпусів обох прототипів становила 10 метрів, а рушієм використовувався агрегат 6C107/1. Ці прототипи поклали початок будівельним роботам над новим сімейством автобусів з маркуванням H10.
22 травня 1975 року було випущено 2500 екземплярів. До 1979 року було створено 17 178 екземплярів моделі H9 у міжміській версії. Виробництво версій H9-03 і H9-15 та їх похідних було припинено в 1980 році.
9 січня 1981 року було випущено 25-тисячний екземпляр Autosan H9.
Версії сімейства H9 з 1974—1980:
- Autosan H9-01 — міжміська версія, двигун S359
- Autosan H9-02 — туристична версія, двигун S359
- Autosan H9-03 — міжміська версія, двигун 6C107
- Autosan H9-04 — туристична версія, двигун 6C107
- Autosan H9-07 — туристична версія, двигун 6C107
- Autosan H9-09 — тропічна експортна версія, двигун 6C107
- Autosan H9-12 — туристична версія, двигун S359
- Autosan H9-15 — туристична версія з мікрофоном, колонками і радіо, двигун 6C107
- Autosan H9-17 — прототип, довжина 10 метрів, двигун 6C107

### Autosan H9-33/35
У 1969 році був побудований прототип моделі серії H9 в міській версії. Зміни в цій версії в основному стосувалися салону, який був перероблений і пристосований для перевезення 70 пасажирів, сидячих місць — 23. Кузов оснащений двома парами дверей, розташованих на передньому і задньому звисах, електропневматичним управлінням з місця водія. Ліва бічна стінка має дверцята, що відкриваються вручну, що ведуть до місця водія. Над лобовим склом є місце для інформаційного табло. Також була змінена електроустановка та використано гідропідсилювач керма.
Серійне виробництво міських різновидів автобусів серії Н9 почалося в четвертому кварталі 1975 року. Залежно від використовуваної силової установки ці автобуси мали маркування Н9-33 у випадку з двигуном С359 або Н9-35 з двигуном 6С107. Серійні автомобілі розраховані на перевезення 70 пасажирів, з них сидячих місць — 24, салон був оснащений рядом елементів від більшого автобуса Jelcz PR100 і легкового автомобіля Polski Fiat 125p. У порівнянні з міжміським і туристичним варіантами багажні відділення знято, а він опущений на 35 мм (945 мм) і висота вхідних східців. Порівняно з іншими версіями кузов характеризувався плоскою лінією даху в передній частині кузова та використанням складних чотиристулкових дверей, які керувалися з місця водія на передньому та задньому звисах. Над лобовим склом є місце для вказівного табло. Використовувалася електроустановка 24 В, що дозволило уніфікувати обладнання з Jelcz PR100. Модель Autosan H9-35 була у продажу з 4 грудня 1975 року, а першу партію з дюжини одиниць отримало місто Валбжих. У тому ж місяці автобуси цієї серії були поставлені до Вроцлава, Зеленої Гури, Білостока, Ольштина та Гданська.
До 1977 року міські версії H9 мали водійські двері, встановлені з лівого боку кузова. У цьому ж році були вдосконалені системи опалення салону та відкривання дверей. З 1978 ця модель використовувала кермовий механізм ZF 8060, оснащений гідропідсилювачем і новим кермом від міських автобусів Jelcz. У 1980 році модель H9-33 була вилучена з пропозиції через низький інтерес покупців через вихід з ладу приводу. У 1981 році Autosan H9-35 був модернізований з метою уніфікації конструкції автомобіля з моделями H9-20 і H9-21, представленими роком раніше. В результаті змін для приводу використовувався двигун 6CT107/A3 робочим об'ємом 6540 см³ і максимальною потужністю 110 кВт (150 КМ). Привід працював з п'ятиступінчатою механічною коробкою передач S5-45. З кузова автобуса зняли додаткові віконця і розмістили їх у віконній смузі. У 1992 році почалося складання осей виробництва FON Radomsko замість використовуваних раніше компонентів із Стараховіце. У 1995 році були внесені незначні зміни в передню стінку автомобіля та збільшені відкривні частини вікон. Autosan H9-35 був вилучений з пропозиції виробника в 2000 році. За 25 років виробництва було випущено 8709 екземплярів версії H9-33/35.
Автобус випускався в 1975—1997 роках і малою серією в 2000 році.
У 1976 році за розробку і запуск у виробництво моделі «Autosan H9-35» група з 12 співробітників заводу отримала орден міністра машинобудування I ступеня.

### Autosan H9-20/21

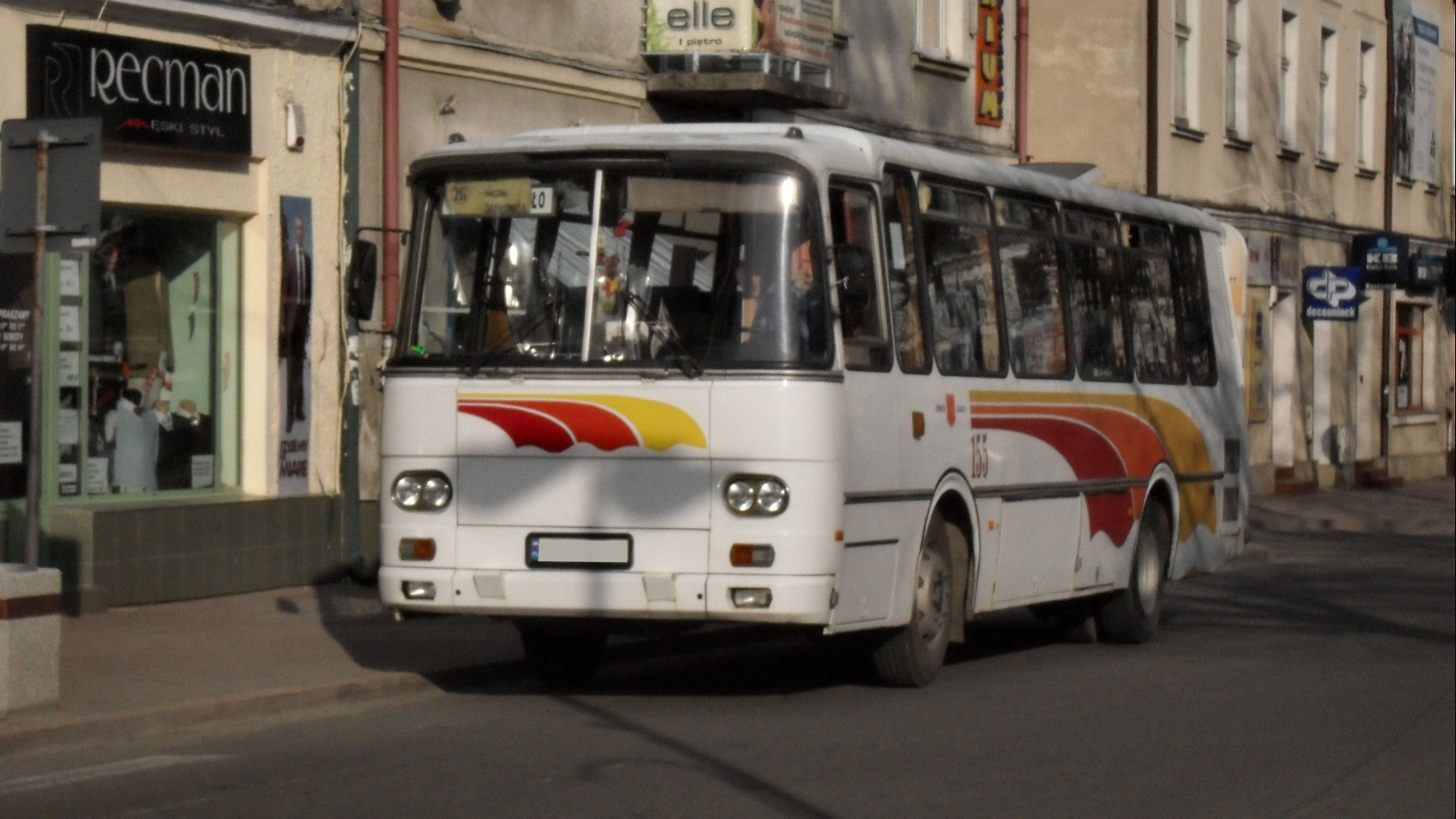
Autosan H9-21 від ZMKS Jasło

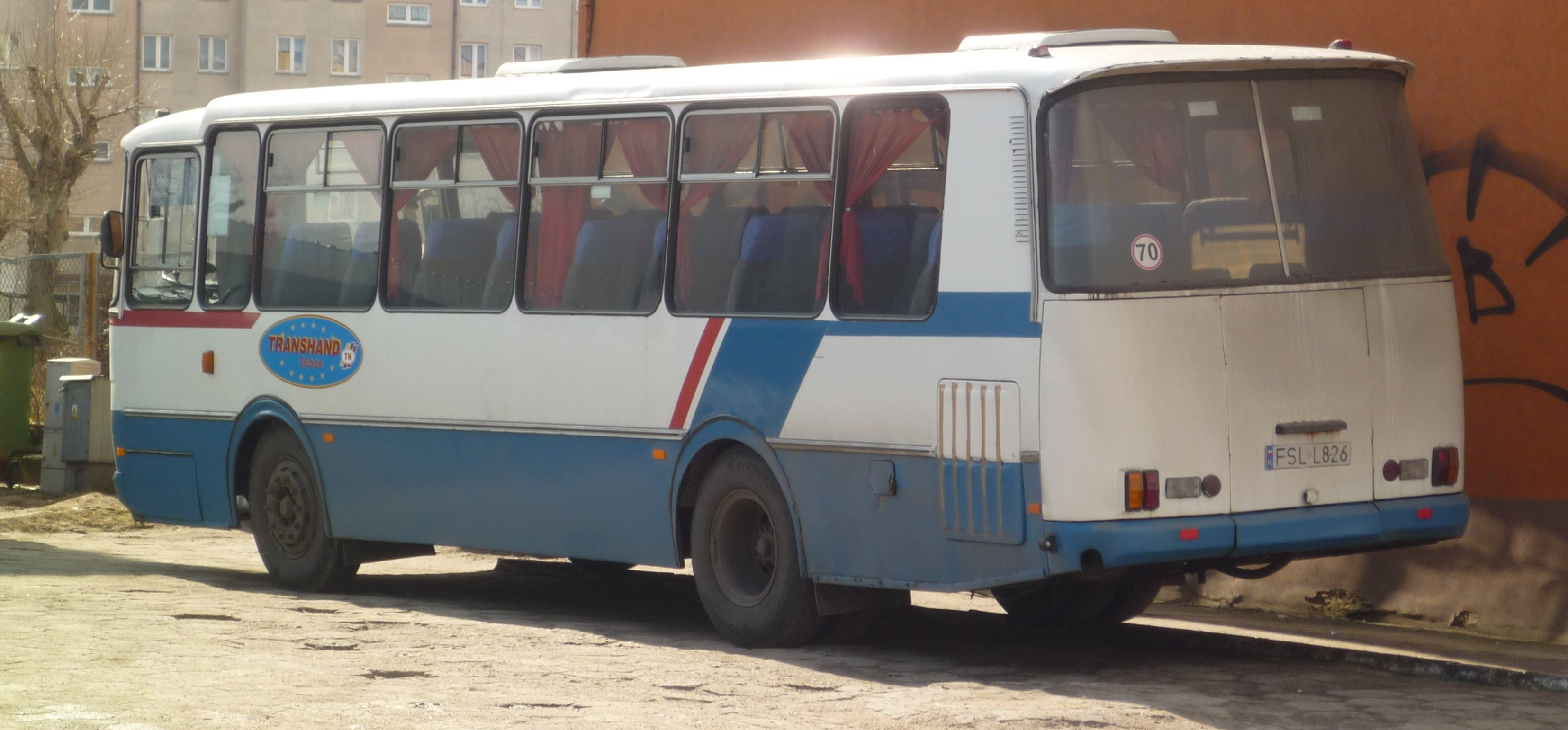
Autosan H9-21 від Transhand Słubice — задня частина автобуса

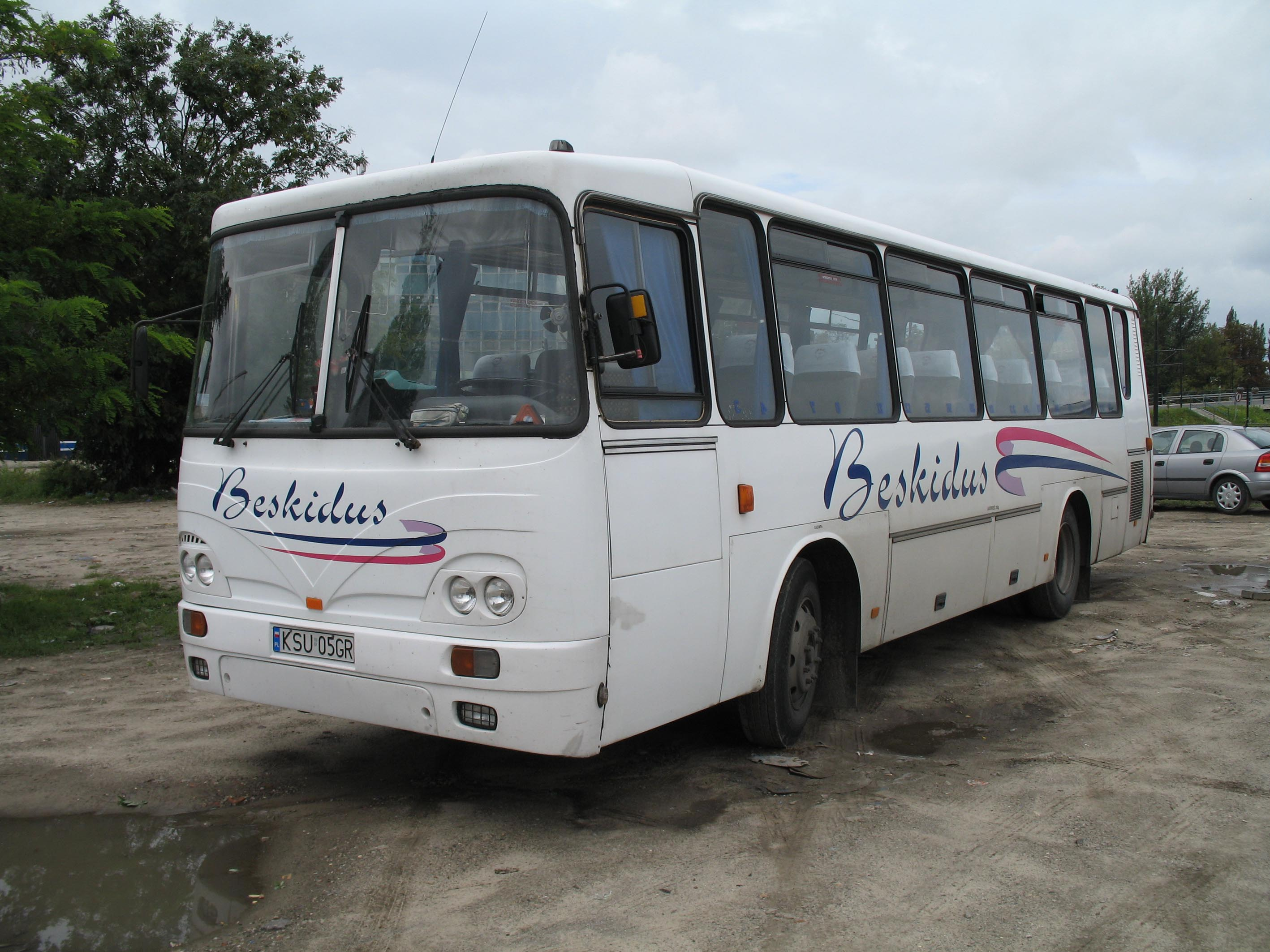
Autosan H9-21 від PKS Beskidus Sucha Beskidzka

У 1976 році був створений проект під назвою Autosan H9/I . Транспортні засоби, побудовані в той час, мали збільшену довжину від 4000 до 4700 мм колісна база і модернізований кузов, довжина якого збільшена до 10 мм 000 мм. Також було внесено низку вдосконалень дизайну. Було виготовлено п'ять прототипів у наступних версіях:
- Autosan H9-19 — Двигун S359, передатне число задньої осі 6,33
- Autosan H9-20 — двигун 6CT107/A3, передатне число задньої осі 5,43
- Autosan H9-23 — двигун 6C107, передатне число задньої осі 6,33

Серійне виробництво модернізованих міжміських і туристичних автобусів серії Н9 почалося 6 березня 1980 року. Порівняно зі старими різновидами, моделі H9-20 (туристична версія) і H9-21 (міжміська версія) характеризуються 690 мм (10 000 мм) і збільшилася на 160 мм (3150 мм) тіло. Додаткові зміни кузова включали видалення бічних вікон на задніх стійках і віконної планки. Ці моделі пристосовані для 41 сидячого місця у версії H9-20 або 51 пасажира, у тому числі 39 у Autosan H9-21. Бічні стінки та стелю салону автобуса обробили ламінатними дошками. Передня стіна була покрита килимом, схожим на шкіру, а підлога із сталевого листа була оброблена килимом з тарафлексу. Пасажирський простір обігрівався водяним генератором та електрообігрівачами. Вентиляція забезпечувалася вентиляційними отворами в передній стінці автомобіля, щитками даху і відкриваються верхніми частинами бічних вікон. Привід оснащувався модернізованим турбованим двигуном Andoria 6CT107/A3 (пізніше 6CT107/A6/7) робочим об'ємом 6540 см³ і максимальною потужністю 110 кВт (150 КМ), який з 1981 року також був джерелом живлення автобуса Н9-35. Цей двигун поєднувався з 5-ступінчастою механічною коробкою передач S5-45. Завдяки модифікації вихлопної системи вдалося зменшити шум всередині автобуса. Крім того, було модернізовано багато інших елементів автобуса. Використано гідравлічне зчеплення, тахометр, внутрішні петлі підпідлогових стулок багажника і моторного відсіку, нову зварну підлогу, змінено конструкцію деяких елементів даху.
Незважаючи на застарілий дизайн, автобус випускався паралельно з моделлю H10. Це було пов'язано з тим, що завод мав проблеми з підвищенням рівня виробництва H10, а попит на автобуси середнього класу був дуже високим.
У 1992 році були запущені у виробництво різновиди H9-20.41 і H9-21.41, в яких було відмовлено від використання ведучого моста і переднього моста Star на користь продукції FON Radomsko. У 1995 році була модернізована передня стінка і логотип виробника з пластику замінений наклейкою. Крім того, були збільшені відкривні частини бічних вікон.
У 1997 році між Autosan і російським виробником автобусів ПАЗ було налагоджено співпрацю, в результаті якої була випущена серія 10,1-метрових середньопідлогових міських автобусів ПАЗ-4223 з двигуном Cummins B5.9 на H9- Шасі моделі 20/21 з максимальною потужністю 132 кВт (180 КМ), який працював з 5-ступінчастою механічною коробкою передач TS 5-60. Ця модель розрахована на перевезення 80 пасажирів, у тому числі 27 у сидячих місцях. Виробництво автобусів на польських шасі було припинено в 2000 році.
У 1999 році в пропозицію був представлений особливий варіант моделі H9-21 — шкільний автобус Autosan H9-21.41S «Клекс». У цій версії використовуються 42 пасажирських сидіння з жорсткого пластику, звуковий попереджувальний сигнал, що інформує про відкриття задніх дверей і передніх двостулкових дверей, керованих пневматично з місця водія. У задній частині салону, між правою колісною аркою і дверима, був простір, пристосований для транспортування інвалідного крісла. Ззовні версія «Клекс» відрізнялася яскраво-помаранчевим фарбуванням, розміщеними на даху в задній частині кузова інформаційними табло і габаритними ліхтарями. У 2000 році використовувалися алюмінієві передні монопланові двері від моделі Autosan A0909L Tramp. З 1999 року двостулкові передні двері з пневматичним керуванням опціонально встановлювалися у міжміській версії, а незабаром було представлено подібне рішення для задніх дверей. Через рік з'явилася можливість встановлення одностулкових вхідних дверей.

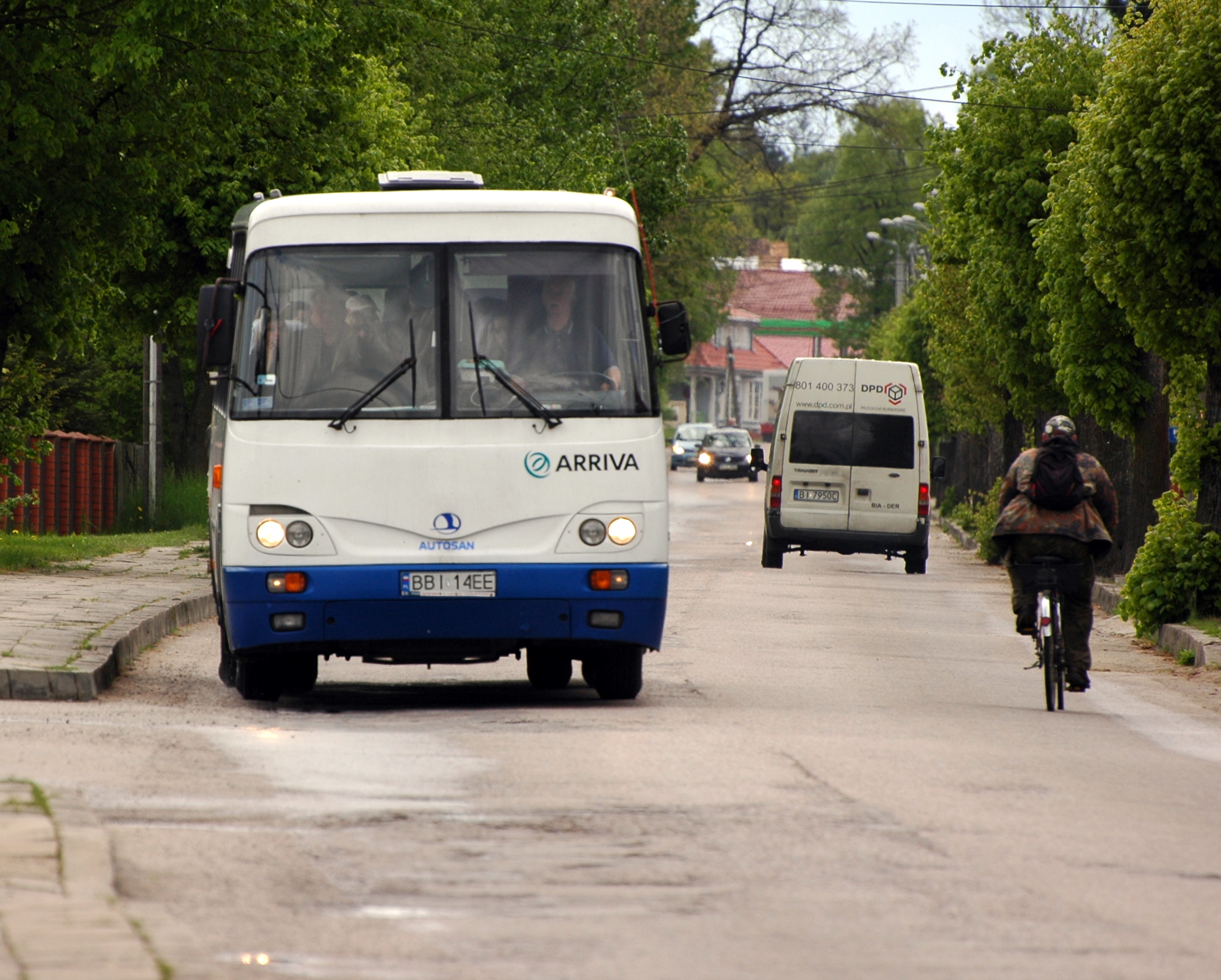
Autosan H9-21/A09 випускався з 2005 року

У 2004 році було припинено виробництво автобусів серії Н9. Остання випущена партія отримала передню і задню стінки від іншої моделі автобуса — A0909L — ця модель була позначена символом «H9-21/A09». За іншими даними, останні чотири твори цієї серії були зроблені в 2005 році для трьох адресатів. У 2006 році було відновлено виробництво моделей «H9-21/A09». Для Veolia Transport Polska виготовлено 30 одиниць з двигуном Andoria 6CT107-3 Євро-2 максимальною потужністю 125 кВт (170 KM). Ці транспортні засоби не відповідали стандартам чистоти вихлопних газів, що діяли на той час, але їх реєстрація стала можливою завдяки спеціальному рішенню міністра транспорту, яке звільнило цю серію транспортних засобів від обов'язку отримання допуску.

### Autosan A0909L

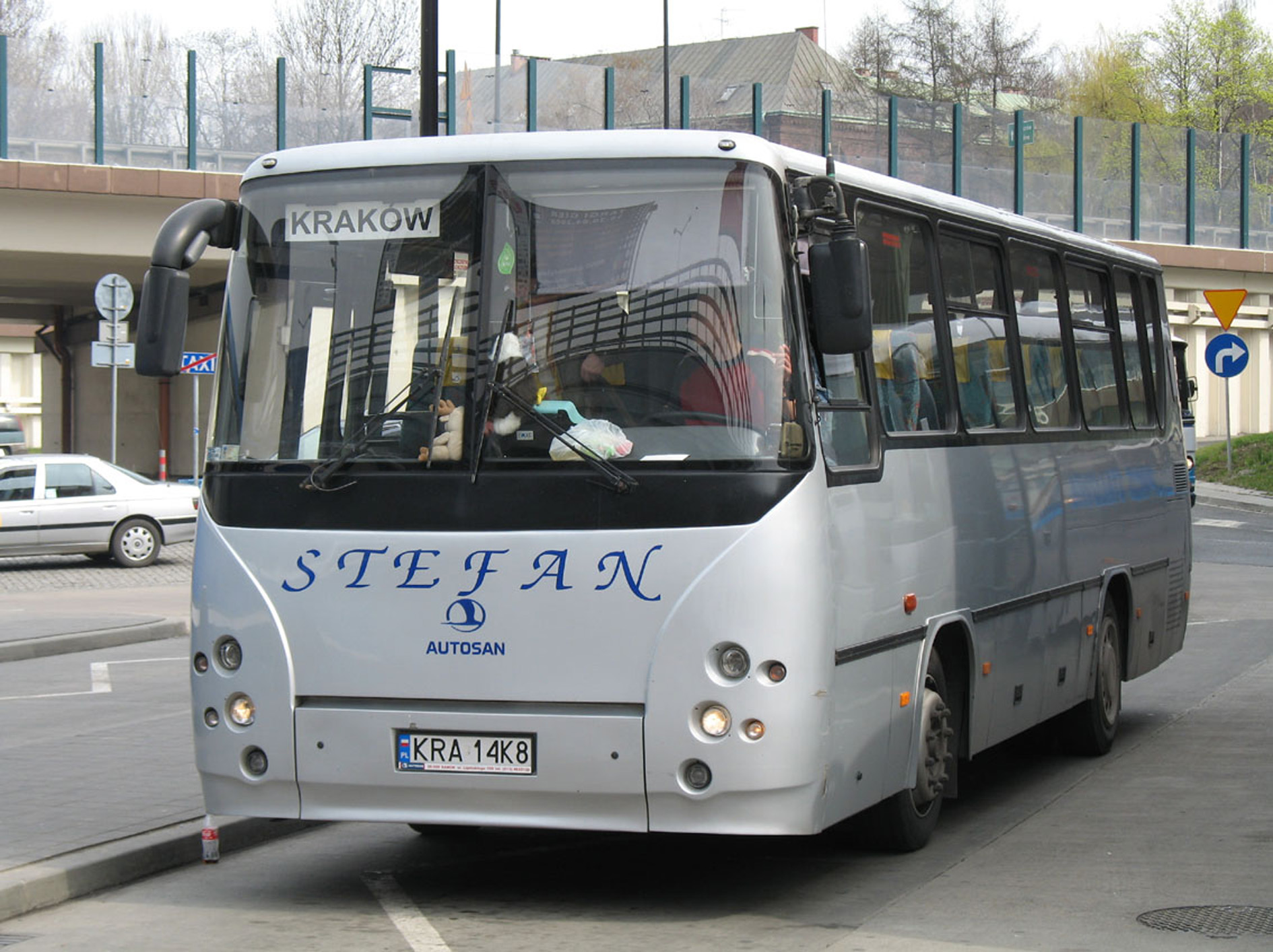
Autosan A0909L

У процесі виробництва автобус поступово модернізували. В результаті більш глибокої модернізації «Автосан Н9» в 2000 році була створена модель Autosan A0909L Tramp. Того ж року створено його шкільний варіант, модель Autosan A0909S.
З 2003 року Autosan проводить комплексний капітальний ремонт серії H9, під час якого кузов замінюється на абсолютно новий, з використанням елементів, відомих з моделі A0909L. Єдині елементи, взяті зі старого автобуса — це двигун і коробка передач (вони були регенеровані).

### Спеціальні версії
На базі «Autosan H9», було створено багато спеціальних версій (іменованих сервісними версіями) на рубежі 1970 і 80-х років, серед яких: магазин, конференц-автобус, кіноавтобус, аналітична лабораторія, рентген, пункт забору крові, автобус польської пошти.
- Autosan H9-12.05 — санітарна версія, 1979 року випуску[19] призначена для ринку Лівії[15]
- Autosan H9-15.05 — призначений для продажу продуктів харчування «від дверей до дверей», 1977 року побудови[19]
- Autosan H9-20S — продаж товарів «від дверей до дверей»[19]
- Autosan H9-20.33 — цеховий автобус, введений у виробництво в 1990 році[24]
- Autosan H9 «Laboratorium» — мобільна лабораторія 1978 року, оснащена обладнанням, необхідним для дослідження забруднення навколишнього середовища[19]
- Autosan H9-20 — версія для кінематографії[19], перша модель була виготовлена в 1977 році на замовлення Студії художніх фільмів у Вроцлаві[28]
- Autosan H9-28 RTG — версія, оснащена рентгенівською камерою[19], розробляється з 1980 року, перші 10 моделей були передані Інституту туберкульозу у Вроцлаві, 22 одиниці випущено в 1982 році[29]
- Autosan H9-20.16 — версія для поштових відділень[19]
- Autosan H9-32 — версія, оснащена пристроями для збору крові, створена в 1999 році для Регіонального центру донорства та лікування крові в Кельце[25]
- Autosan H9-21.41S Kleks — шкільний автобус 1999—2002 року[30] випуску[24] обладнаний передніми двостулковими пневматичними дверима, 42 жорсткими пластиковими сидіннями, яскраво-помаранчевого кольору та відповідним маркуванням[4]
- Autosan H10K — конференційний автобус, 1978 року випуску[19].

## Поставка
Autosan H9 поставлявся в основному компаніям державної автомобільної комунікації, автошколам і приватним перевізникам. Перевагою є економічні і прості по конструкції двигуни, які споживають в середньому 20 літрів дизельного палива на 100 км. Інтервал ремонту автобуса від 300 000 до 500 000 км. Проблемою H9 є кузов, який легко піддається корозії. Міцна, жорстка механічна система підвіски обох осей не викликає проблем в експлуатації. При низьких температурах виникають проблеми з системою передачі приводу та електроустановкою.

## Прототипи на основі Autosan H9

### Autosan H11
У 1968 році був сконструйований прототип 11-метрового міжміського автобуса Autosan H11, конструкція якого була розвитком моделі Sanok 09. Конфігурація салону дозволяла перевозити 63 пасажири, у тому числі сидячих місць — 45. Прототип оснащувався шестициліндровим рядним дизельним двигуном SW 680 робочим об'ємом 11 100 см³ і максимальною потужністю 149 кВт (200 KM), в парі з шестиступінчастою механічною коробкою передач ZF S6-90. Споряджена маса автобуса становила 9800 кг і вантажопідйомністю 5780 кг. Максимальна швидкість була 88 км/год, середня витрата палива на 100 км та 28,3 l. У ходовій частині використовуються елементи від вантажівки Jelcz 315. Передня вісь була заснована на двох листових ресорах і двох телескопічних амортизаторах, тоді як задня підвіска була жорстким мостом Rába P018, підвішеним на листових ресорах і гідравлічних телескопічних амортизаторах.

### Autosan H12
У 1971 році був побудований ще один прототип моделі Autosan H12, який, як і прототип H11, був розширеним варіантом сімейства H9. Цей транспортний засіб пристосований для перевезення 64 пасажирів з 54 сидячими місцями. Autosan H12 оснащений польським 6-циліндровим рядним дизельним двигуном типу SW 680, робочим об'ємом 11 100 см³ і максимальною потужністю 149 кВт (200 KM), який поєднувався з 5-ступінчастою механічною коробкою передач типу 315.20. Споряджена маса автомобіля становила 10 400 кг, вантажопідйомність — 5200 кг. Максимальна швидкість автобуса була 88 км/год, споживаючи в середньому 28,3 л палива на 100 км.

### Autosan H10-10P

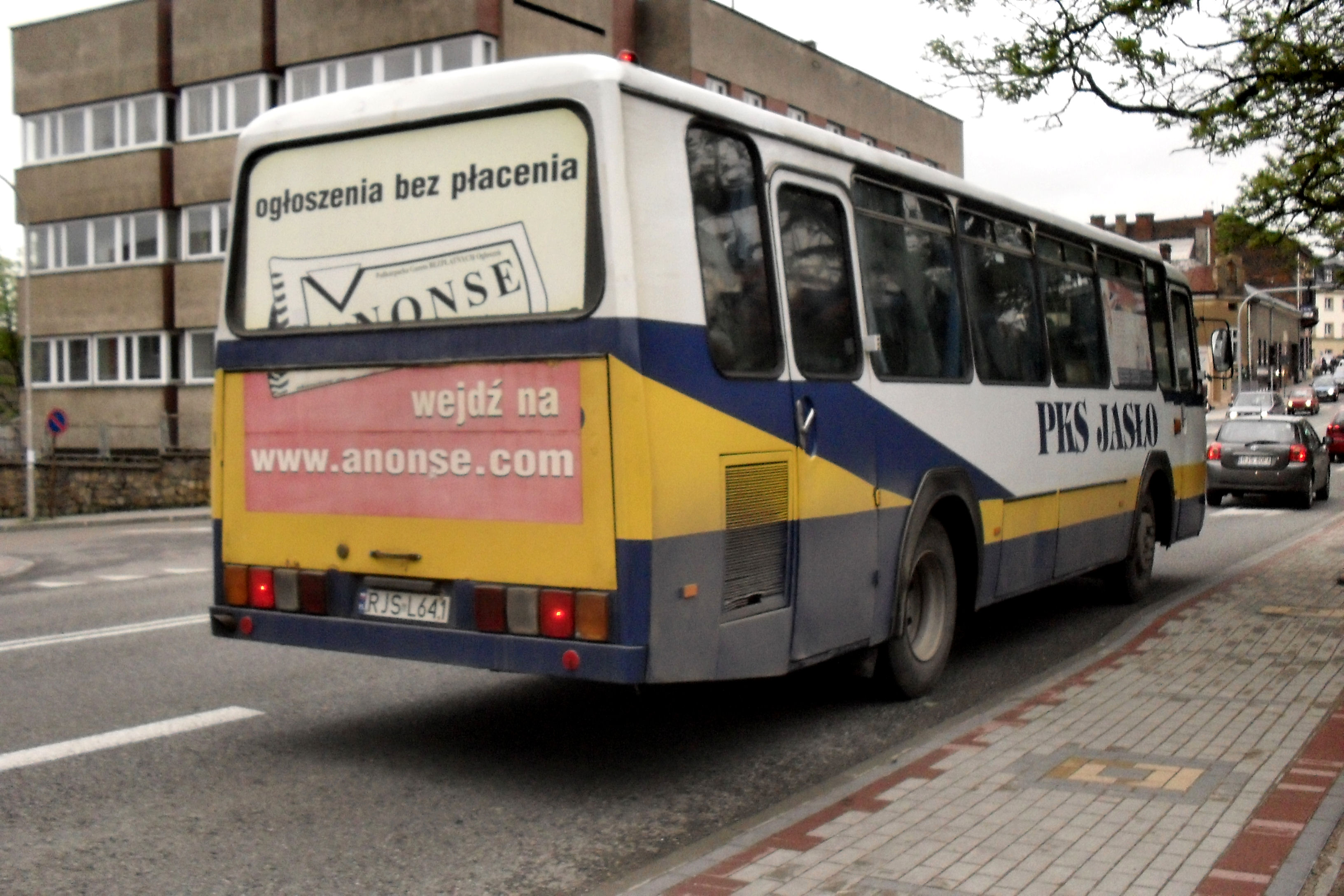
Autosan H10-10P компанії PKS Jasło

У 1989 році у зв'язку з тривалою роботою над Autosan H10-10, який є 10-метровим варіантом нового сімейства автобусів Autosan H10, а також великим інтересом замовників до міжміських автобусів середнього класу з простими технічними рішеннями, були розпочаті роботи з модернізації застарілих моделей H9-20 і H9-21. Результатом цієї роботи став прототип Autosan H10-10P. В кузов автомобіля доопрацьовані елементи, запозичені з серії H10, передня стінка з пластиковим бампером і прямокутними фарами, а також задня стінка. Прототип використовує нові двостулкові передні двері, які відкриваються назовні, з електропневматичним керуванням водія. Цей автомобіль був пристосований для перевезення 51 пасажира, з них 41 на індивідуальних кріслах. Прототип оснащувався двигуном Andoria 6CT107-2 максимальною потужністю 125 кВт (170 КМ). Виробництво сімейства H9, модернізованого до моделі прототипу H10-10P, не було розпочато. Єдиний випущений екземпляр цієї моделі експлуатувався PKS Jasło до 2013 року. Після відсторонення його було утилізовано.

## Експорт
Під час виробництва Autosan H9 експортувалися за кордон. Доставлені були Китаю, Гани, Анголи, Нігерії, Кореї, Чаду, Панамі, Уганді, Коста-Ріка, СРСР, Єгипет, Кіпр, Болгарія, Греція (шасі), Лівія, Литві та Латвія.